# Rockefeller Sports Car
Die Rockefeller Sports Car Corporation war ein US-amerikanischer Automobilhersteller, der von 1949 bis 1954 in Rockville Centre auf Long Island im Bundesstaat New York ansässig war.
Der Rockefeller wird als Roadster mit zwei Türen und vier Sitzplätzen bezeichnet. Er basierte auf zeitgenössischen Ford-Modellen. Von ihnen übernahm er sowohl das (gekürzte) Chassis als auch die Motoren. Der Radstand des Wagens betrug 2540 mm und seine Gesamtlänge 4318 mm. Die von Warren Shiber konstruierte Karosserie war aus GFK.
Angetrieben wurde der Wagen von einem seitengesteuerten Ford-V8-Motor mit 3923 cm³ Hubraum, der 1949–1951 eine Leistung von 100 bhp (74 kW) bei 3400 min−1 mobilisierte und 1952–1954 eine Leistung von 110 bhp (81 kW) bei 3600 min−1. Auf Wunsch wurde der Wagen aber auch ohne Motor ausgeliefert, damit der Kunde nach eigenem Gutdünken einen Motor wählen konnte. Auch die Karosserie ohne Fahrgestell war allein erhältlich.
Der 407 kg schwere Wagen wurde komplett zum Preis von US$ 4000,– angeboten.